# Фиалка Монмартра
«Фиалка Монмартра» (нем. Das Veilchen vom Montmartre) — оперетта Имре Кальмана. Композитор посвятил сочинение своей молодой жене, русской актрисе Вере Макинской. Либретто Юлиуса Браммера и Альфреда Грюнвальда основано на журналистских зарисовках французского писателя Анри Мюрже (1822—1861) из книги «Сцены из жизни богемы». 
Премьера состоялась 21 марта 1930 года, в Вене, в Театре Иоганна Штрауса. Первая постановка выдержала 170 представлений. В том же году состоялись премьеры в других европейских городах, а также премьеры в США, в Сан-Франциско и Лос-Анджелесе под названием «Париж весной» (англ. Paris in Spring).

## Действующие лица
- Рауль Делакруа, художник — тенор или баритон
- Флоримон Эрве (Марсель Эрве)[1], композитор — тенор
- Анри Мюрже (Анри Бернье)[1], поэт — тенор
- Нинон Тисье, натурщица — сопрано
- Виолетта Каваллини, цветочница — сопрано
- Мадам Арно, консьержка
- Дядюшка Франсуа, рассыльный
- Джакомо Париджи, учитель пения
- Директор театра
- Пиппо Фраскати (Фраскатти), министр изящных искусств — баритон
- Ренар, секретарь министра
- Гризетка, модистка
- Обитатели Монмартра, артисты театра

## Сюжет
В оперетте в центре действия — жизнь трёх друзей: художника Рауля Делакруа, поэта Анри Бернье и композитора Марселя Эрве. Удача пока не улыбается им, но они не отчаиваются и верят, что впереди их ждёт успех и лучезарное будущее, стоит только Анри и Марселю написать оперетту «Карамболина», а Раулю — великолепные картины. Жена художника Нинон Тесье не разделяет их надежд и, желая стать актрисой, приходит к убеждению, что путь на сцену, к славе ей могут проложить лишь деньги. И потому уходит от бедного художника к богатому министру Фраскатти. Однако взамен в «дочери» трое друзей принимают юную цветочницу, продавщицу фиалок Виолетту. «Виолетта! Фиолетта! Фиалка!» Но жена не оставляет художника и преследует его, не позволяя его чувствам к ней остыть. Это замечают и министр, и Виолетта. Они оба противятся этому. Благодаря находчивости и хитрости Виолетты и глупости министра ей удаётся устроить художника, который ей столь симпатичен, на работу реставратором в Лувр, а прежде его отправляют в Италию. Поэту и композитору тоже улыбается судьба — их оперетту принимают в театре. Но кажется, все забыли про Виолетту. И даже художник не догадывается, что своей карьерой в Лувре он обязан молодой цветочнице, а не своей жене. Виолетту на содержание берёт рассыльный дядюшка Франсуа.
Наступает день премьеры оперетты, и главную роль исполняет Нинон. В тот же день в театр в поисках своей бывшей жены устремляется художник. Но Нинон не желает видеть Рауля Делакруа, в противном случае угрожая отказаться играть в оперетте. Анри, Марсель и дядюшка Франсуа пытаются остановить его своими вопросами о его путешествии в Италию. В это время секретарь министра Ренар, рассказавший о денежных махинациях министра, удостаивается его поста, а министр остаётся ни с чем. Нинон уходит к Ренару. Когда кажется, что премьера оперетты провалена, на помощь приходит Виолетта и соглашается исполнить роль Нинон в оперетте. Рауль Делакруа узнает о помощи Виолетты и просит прощения за то, что вся благодарность досталась Нинон, а Виолетта в свою очередь признаётся в симпатии к нему.

## Постановки
В немецкоязычных странах оперетта сегодня практически не встречается на афишах; зачастую отсутствуя и в справочниках. В то же время, она сохранила некоторую популярность в таких странах как Венгрия, Россия и Украина. Так, романтическая история из жизни талантливых представителей парижской богемы была поставлена в театре «На Басманной», в Ставропольском государственном театре оперетты, в Новосибирском театре музыкальной комедии, в Волгоградском Музыкальном театре, Мытищинском театре драмы и комедии «ФЭСТ», Московском Музыкальном театре «ЭкспериментЪ» под руководством заслуженного артиста России Бориса Борейко и в Московском театре оперетты. Среди зарубежных театров имеет в своём репертуаре «Фиалку Монмартра» («The Violet of Montmartre»), например, Ohio Light Opera.
Автор русского текста оперетты «Фиалка Монмартра» (1933, Ленинградский театр музыкальной комедии) — Александр Дикгоф-Деренталь.